# 軍病院
軍病院（ぐんびょういん）とは、軍隊によって運営されている病院のことである。傷病兵の治療が主な任務であるが、民間人にも開放している病院もある。軍事基地内に設置されることが多い。

## 各国の軍病院

### 中国
- 中国人民解放軍総合病院（中国語版）
- 中国人民解放軍東部戦区総合病院（中国語版）
- 中国人民解放軍第5医療センター（中国語版）

### 日本
- 自衛隊病院
  - 自衛隊中央病院

### 米国
- トリプラー陸軍病院
- 横須賀米海軍病院

### 英国
- アレクサンドラ女王病院（英語版）
- アレクサンドラ女王軍病院（英語版）
- エリザベス女王病院（英語版）
- 王立チェルシー病院（英語版）
- 王立ハスラー病院（英語版）
- 王立ハーバート病院（英語版）
- ケンブリッジ軍病院（英語版）
- ストーク軍病院（英語版）
- ネトリー病院（英語版）